# Elford, Northumberland
Elford är en ort i civil parish Beadnell, i grevskapet Northumberland i England. Orten är belägen 17 km från Alnwick. Elford var en civil parish 1866–1955 när det uppgick i Beadnell. Civil parish hade 47 invånare år 1951.